# Белгородский радиотелецентр РТРС
Белгородский областной радиотелевизионный передающий центр (филиал РТРС «Белгородский ОРТПЦ») — подразделение Российской телевизионной и радиовещательной сети (РТРС), основной оператор цифрового и аналогового эфирного теле- и радиовещания Белгородской области. Филиал обеспечивает 20-ю бесплатными цифровыми эфирными телеканалами 97,97 % населения Белгородской области.

## История
История филиала РТРС «Белгородский ОРТПЦ» началась в 1956 году с первых экспериментальных работ по приему и ретрансляции программы Харьковского телецентра. В городском парке была смонтирована приемно-передающая станция «ТРСО-20/7». В 1957 году там же была построена 75-метровая металлическая опора. После этого началась регулярная трансляция программы Харьковского телецентра, ближайшего к Белгороду.
В 1959 году в Белгороде в районе Харьковской горы были построены техническое здание, телевизионная мачт высотой 180 метров и жилые помещения для персонала. На новую РТС перенесли оборудование ретранслятора с Садовой улицы. Вместо харьковской программы началась трансляция программы Центрального телевидения (ЦТ).
В 1961 году в Белгороде была организована ретрансляционная телевизионная станция, подведомственная областному управлению связи.
С 1959 года по 1974 годы телепередающая сеть активно развивалась благодаря строительству маломощных РТС.
В 1972 году для обслуживания всей радиотелевизионной передающей сети региона было создано специализированное эксплуатационное предприятие «Областная радиотелевизионная передающая станция» (ОРТПС). В 1973 году предприятие переименовали в «Областной радиотелевизионный передающий центр» (ОРТПЦ).
К концу 1985 года практически все население области могло принимать по две программы теле- и радиовещания.
В годы перестройки радиотелецентру удалось привлечь средства администрации для строительства двухпрограммных РТС в Ракитном в 1998 году и Грайвороне в 2000 году.
В 2001 году Белгородский областной радиотелецентр вошел в состав РТРС. На тот момент белгородская радиотелевизионная сеть насчитывала четыре мощных РТПС в Белгороде, Старом Осколе, Валуйках и Ракитном, 16 маломощных РТС, три радиорелейных линии связи общей протяженностью 262 км и 13 антенных опор.
В 2008 году 99,6 % жителей области могли принимать одну телепрограмму, 99,5 % жителей области — две, 37,1 % жителей — три программы.. Однако из-за длительной эксплуатации около 70 % передающего оборудования сети вещания было изношено. Требовалась повсеместная замена телевизионных и радиопередатчиков.
Начался этап реабилитации сети вещания в регионе после тяжелых 90-х. Наряду с обновлением оборудования постепенно обновлялся коллектив филиала.

## Деятельность в наши дни
В 2009 году белгородский филиал РТРС начал масштабное строительство сети цифрового эфирного телевизионного вещания в соответствии с федеральной целевой программой «Развитие телерадиовещания в Российской Федерации на 2009—2018 годы». Цифровая телесеть объединила 32 объекта вещания филиала. 18 из них были построены с нуля и один объект — реконструирован.
В 2011 году были возобновлены работы по строительству нового объекта РТПС «Белгород» с телебашней высотой 220 метров. Строительство объекта началось в 2001 году, но было приостановлено из-за нехватки финансирования.
Первыми цифровое телевещание в Белгородской области приняли жители Грайворона в декабре 2012 года.
13 августа 2013 года был введен в эксплуатацию новый телепередающий комплекс. В тот же день белгородская телебашня начала вещание пакета цифровых программ первого мультиплекса (РТРС-1). Участие в церемонии запуска объекта приняли заместитель губернатора области — руководитель администрации губернатора области Елена Батанова, мэр Белгорода Сергей Боженов, генеральный директор РТРС Андрей Романченко и директор белгородского филиала РТРС Сергей Моисеев.
В 2016 году Белгородский радиотелецентр РТРС получил разрешения на ввод в эксплуатацию заключительных трех объектов цифровой телесети.
В 2016 году вещание первого мультиплекса появилось во всех районах Белгородской области.
21 сентября 2017 года РТРС и ВГТРК начали трансляцию региональных программ в составе первого мультиплекса в Белгородской области.
22 марта 2019 года филиал совместно с ГТРК «Белгород» запустил работу передающей земной станции спутниковой связи для организации вещания региональных телевизионных и радиопрограмм.
3 июня 2019 года Белгородская область отключила аналоговое вещание федеральных телеканалов и полностью перешла на цифровое телевещание. В регионе продолжают аналоговую трансляцию телеканалы «Че», Disney, «Супер», «Мир Белогорья».

## Организация вещания
Производственно-технический комплекс оборудования радиотелецентра включает:
- областной радиотелецентр;
- три производственных подразделения;
- центр формирования мультиплексов;
- 38 передающих станций;
- 35 антенно-мачтовых сооружений (АМС);
- 74 приемных земных спутниковых станции;
- передающую земную спутниковую станцию;
- семь радиорелейных станций;
- 256 км радиорелейных линий связи.

## Награды
Филиал РТРС «Белгородский ОРТПЦ» трижды был признан победителем ежегодного корпоративного конкурса РТРС — в 2014, 2015 и 2017 годах.